# ریکاردو کامپوس دا کوستا
ریکاردو کامپوس دا کوستا (به پرتغالی: Ricardo Campos da Costa) هافبک اهل برزیل است که در شهر برزیل و در تاریخ ۸ ژوئن ۱۹۷۶ به دنیا آمده‌است.
ریکاردو کامپوس دا کوستا در تیم‌های فوتبال Marília Atlético Clube سابقهٔ حضور دارد.